# ジャーメイン・カーティス
ジャーメイン・アントワン・カーティス（Jermaine Antwann Curtis, 1987年7月10日 - ）は、アメリカ合衆国・カリフォルニア州ロサンゼルス市パノラマシティ地区出身の元プロ野球選手（三塁手、左翼手）。右投右打。

## 経歴

### プロ入りとカージナルス時代
2008年のMLBドラフト5巡目（全体155位）でセントルイス・カージナルスから指名され、プロ入り。
2013年4月26日にマット・アダムスの故障者リスト入りに伴ってメジャー初昇格し、翌27日のピッツバーグ・パイレーツ戦でメジャーデビューを果たす。オフの11月20日に40人枠外となった。
2014年は傘下のAAA級メンフィス・レッドバーズでプレーした。

### レッズ傘下時代
2014年12月23日にシンシナティ・レッズとマイナー契約を結んだ。
2015年は傘下のAAA級ルイビル・バッツでプレーし、74試合に出場して打率.273・2本塁打・20打点・5盗塁の成績を残した。オフの11月6日にFAとなったが、23日にマイナー契約で再契約した。
2016年もAAA級ルイビルでプレーし、89試合に出場して打率.291・9本塁打・50打点・6盗塁の成績を残した。オフの11月7日にFAとなった。

### アスレチックス傘下時代
2016年12月1日にオークランド・アスレチックスとマイナー契約を結び、2017年のスプリングトレーニングに招待選手として参加することになった。開幕後はAA級ミッドランド・ロックハウンズとAAA級ナッシュビル・サウンズで昇降格を繰り返したが、メジャー昇格はないまま11月6日にFAとなった。

### ツインズ傘下時代
2018年1月19日にミネソタ・ツインズとマイナー契約を結び、同年のスプリングトレーニングに招待選手として参加することになった。6月6日に自由契約となった。

### 現役引退後
2021年より、大学野球サマーリーグであるアパラチアンリーグのキングスポート・アックスメンの打撃コーチに就任。2022年からは、同リーグのグリーンビル・フライボーイズの監督を務める。

## 詳細情報

### 年度別打撃成績
| 年 度    | 球 団    | 試 合 | 打 席 | 打 数 | 得 点 | 安 打 | 二 塁 打 | 三 塁 打 | 本 塁 打 | 塁 打 | 打 点 | 盗 塁 | 盗 塁 死 | 犠 打 | 犠 飛 | 四 球 | 敬 遠 | 死 球 | 三 振 | 併 殺 打 | 打 率 | 出 塁 率 | 長 打 率 | O P S |
| -------- | -------- | ----- | ----- | ----- | ----- | ----- | -------- | -------- | -------- | ----- | ----- | ----- | -------- | ----- | ----- | ----- | ----- | ----- | ----- | -------- | ----- | -------- | -------- | ----- |
| 2013     | STL      | 5     | 5     | 3     | 0     | 0     | 0        | 0        | 0        | 0     | 0     | 0     | 0        | 0     | 0     | 1     | 0     | 1     | 1     | 0        | .000  | .400     | .000     | .400  |
| MLB：1年 | MLB：1年 | 5     | 5     | 3     | 0     | 0     | 0        | 0        | 0        | 0     | 0     | 0     | 0        | 0     | 0     | 1     | 0     | 1     | 1     | 0        | .000  | .400     | .000     | .400  |

### 背番号
- 55（2013年）